# IV Cumbre Suramericana
La IV Cumbre Suramericana fue la cuarta cumbre en su tipo, fue celebrada en Brasilia , Brasil el 2 de octubre de 2005.
Vinieron al encuentro Presidentes y representantes de 12 países de América del Sur: Brasil, Argentina, Bolivia, Chile, Colombia, Ecuador, Guyana, Paraguay, Perú, Suriname, Uruguay y Venezuela.
Los Presidentes de Colombia, Guiana, Suriname y Uruguay no comparecieron, y enviaron representantes. El Presidente de Argentina, Néstor Kirchner vino a Brasilia, pero volvió hacia su país antes de la apertura oficial.
Los participantes de la primera reunión de cúpula de la Comunidad Suramericana de Naciones (Casa) discutieron cuestiones económicas, infraestructura, integración física y energética, cultura, medios de comunicación, medio-ambiente y problemas sociales.
Los países suramericanos también concordaron en seguir una sugerencia dada por el presidente de Nigeria, Olosegun Obasanjo, en abril, y participar de un encuentro con los integrantes de la Comunidad y países de la Unión Africana.

## Naciones participantes
- Néstor Kirchner
- Eduardo Rodríguez Veltzé
- Luiz Inácio Lula da Silva
- Álvaro Uribe no participó
- Ricardo Lagos
- Alfredo Palacio
- Bharrat jagdeo no participó
- Nicanor Duarte
- Alejandro Toledo Manrique
- Ronald Venetiaan no participó
- Tabaré Vázquez no participó
- Hugo Chávez

- Datos: Q5907274